# 러시아-히바 전쟁 (1839년~1840년)
러시아-히바 전쟁(러시아어: Хиви́нский похо́д 1839—1840 годо́в)은 1839년에서 1840년 사이 러시아 제국의 히바 칸국 군사 원정이다.

## 배경

### 그레이트 게임

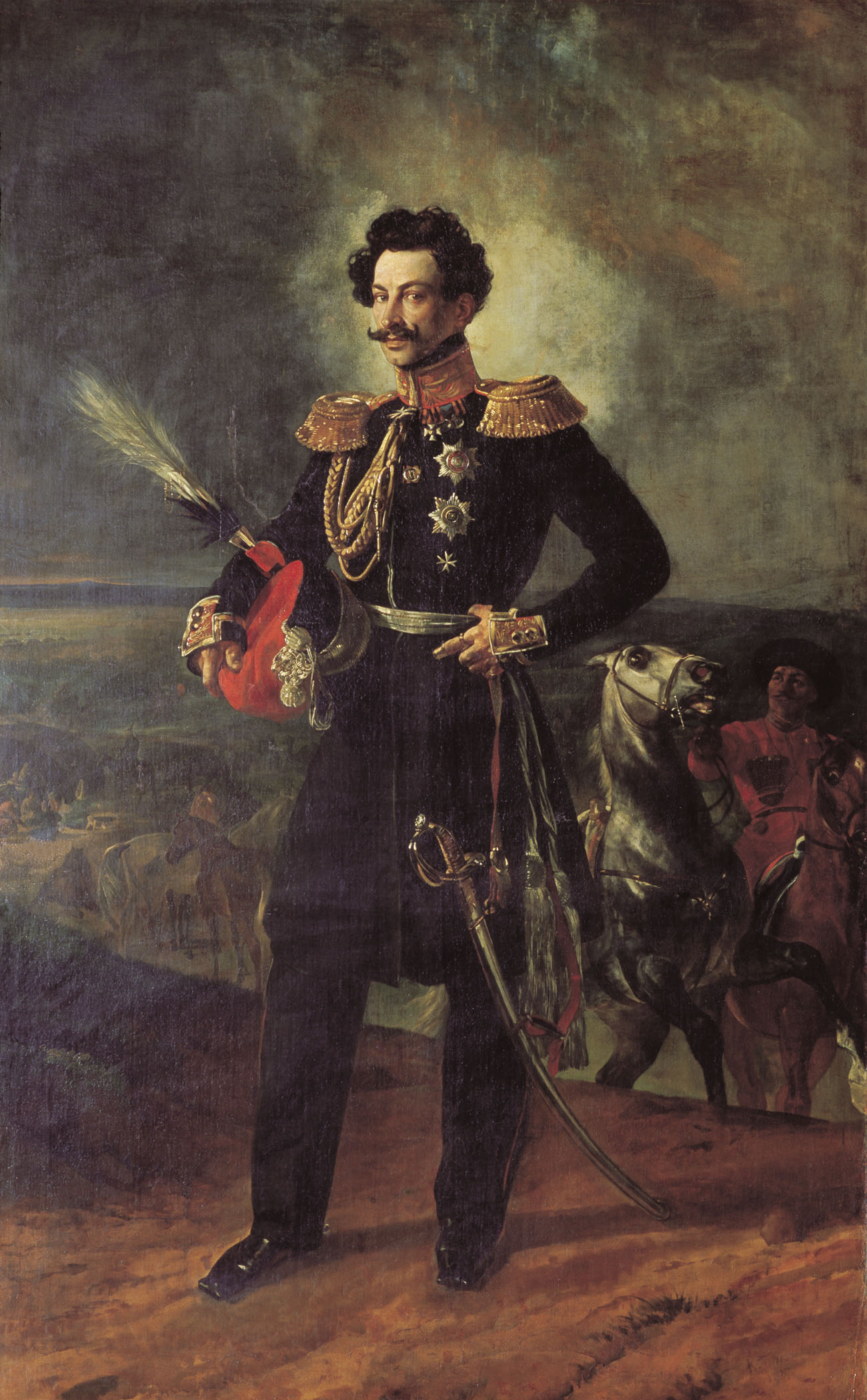
바실리 알렉세비치 페로브스키

히바 전역을 시작하게 된 계기 중 하나는 중앙아시아와 중동 지역에서 러시아 제국과 대영제국 사이 벌어진 그레이트 게임이었다. 이 전역의 주요 목표는 1839년 3월 아시아부서 특별위원회 회의에서, 히바 칸국을 점령하여 러시아 제국의 영토로 만들고 히바 칸국의 러시아인 노예를 해방시켜 안전한 무역 및 교통로를 만들고자 하고, 아랄해에 대한 연구 등으로 결정했다. 여러 목표 중 하나로는 히바 칸국의 알라쿨리 칸 대신 러시아 제국에 충성하는 칸을 내세우는 것이었다. 일부 역사학자에 따르면, 우즈베키스탄 지역 전역은 대규모 군사 행동 및 후속 지역 정복을 위한 준비라고도 주장한다.
이 전역의 사령관은 오렌부르크 군사총재이자 1833년 이후 오렌부르크 군단장인 바실리 알렉세비치 페로브스키가 되었다. 페로브스키는 중앙아시아에서 러시아의 적극적인 공세 정책에 대해 찬성했기 때문에 1830년대 이 지역의 상황은 악화되었다. 페로브스키는 그의 부관인 I. 위트키와츠에게 중앙아시아의 정찰 임무를 주었다. 이후, I. 위트키와츠는 "우리의 군사력과 통제력의 영향은 우랄 산맥에서는 더 이상 경계선을 확장하지 말고 중앙아시아에서 더 이상 칸국이나 이 지역을 자극해서는 안된다"라고 말했다. 또한, "우리 캐러밴을 습격한 히바 칸국인과 부하라 토후국인이 340 히바 다겟 또는 5,440 루블로 잡아들었다. 잘 알려진 바와 같이, 타타르족은 우리 하에 두었고 이 동안 아지야세프는 두 번이나 저항했다. ... 우리는 타타르족에게 베일로 묶였고 노예들을 모으면서 말할 수 없는 폭행과 학대를 받았다.", "이러한 칸국인들의 독단성을 그들의 눈으로 보면 이에 대해서는 거의 모든 사람들이 이러한 개념을 가지고 있고, 결국 우리는 아시아 무역이 침체인 이유에 관해 정확하게 알 수 있다."와 같이 글을 썼다..

### 연구 목표
히바 전역의 목표 중 하나는 아랄 해에 대한 연구였다. 이 지역의 해변과 모래사장 등은 당시 지리학자에게 관심이 많았다. 예를 들어, 아무다리야강의 흐름이 카스피 해를 흐르게 하거나 모양을 바꿀 수 있는가에 대한 것이 있었다. 이러한 문제는 새롭고 전략적인 중요한 강 무역로를 얻어야 하는 러시아 제국의 주요 관심사였다. 사실, 히바 칸국 지역에서 나오는 대량의 목화는 그 당시에 비싸게 팔 수 있었다. 목화를 카자흐스탄 대초원을 통해 긴 거리를 이동하는 대신 빠르고 안전한 아무다리야강(그 당시에는 카스피 해를 통해 흘러간다고 생각했다)을 통해 무역을 할 수 있을 것이라 생각했다.
이 전역은 보트와 카누를 통해 연구를 진행했다. 또한, 카스피해와 아랄 해 사이 해수면 높이차를 측정할 예정이었다. 니벨리로브쿠는 히바까지 간 이후 다시 돌아올 예정이었다.
전역과 동시에 치카체프는 기병 대위에서 은퇴했으며, 이후 파미르고원 산맥 연구 센터장으로 취임했다. 거기에서 그는 인도를 통해 티베트까지 간 이후 러시아 제국으로 다시 돌아와야 했다.

## 결과
러시아 제국의 원정은 실패했다. 부대들은 추위와 질병 등으로 인해 1,054명이 사망하고 오렌부르크로 되돌아와야 했다. 604명은 원정 도중 괴혈병이 일어나 귀환하여 입원했지만 이들 중 대다수가 사망했다. 600명이 히바 칸국에서 포로가 되거나 낙오하여 결국 1840년 10월에는 전쟁 시작 전 국경으로 되돌아왔다. 히바 칸은 칙령을 발표하여 포로의 반환과 함께 칸국의 백성들이 러시아인 또는 다른 대초원 지역에서 러시아인 노예를 사들이는 것을 금지시켰다. 이 전역은 페로브스키의 참패한 결과에도 불구하고 쿨리 칸은 계속해서 러시아와 친한 관계를 유지했다.

## 같이 보기
- 러시아 제국령 중앙아시아
- 그레이트 게임
- 히바 칸국
- 부하라 토후국
- 코칸트 칸국

## 참고 문헌
- Иванов П. П. (1958년). 《Очерки по истории Средней Азии (XVI — середина XIX в.)》.